# Baetis
Baetis er en almindelig slægt af døgnfluer. Den lever især i større og mindre vandløb. Dens flyvetid er i marts, maj, september og oktober. Den får mad ved at skrabe alger og bakterier (biofilm) af sten og store planter (makrofyter). Der er registreret 10 arter baetis i Danmark: 
- Baetis buceratus Eaton, 1870
- Baetis calcaratus Keffermüller, 1972
- Baetis digitatus Bengtsson, 1912
- Baetis fuscatus Linnaeus, 1761
- Baetis liebenauae Keffermüller, 1974
- Baetis macani Kimmins, 1957
- Baetis muticus Linnaeus, 1758
- Baetis niger Linnaeus, 1761
- Baetis rhodani Pictet, 1843
- Baetis vernus Curtis, 1834